# لي الكسندر (صحفية)
لي الكسندر (بالإنجليزية: Leigh Alexander)‏ هي صحفية أمريكية، ولدت في 22 أكتوبر 1981 في ماساتشوستس في الولايات المتحدة.

## وصلات خارجية
- الموقع الرسمي